# منتخب فنلندا للكرة اللينة للسيدات
منتخب فنلندا للكرة اللينة للسيدات هو ممثل فنلندا الرسمي في المنافسات الدولية في كرة لينة للسيدات
.